# Västra Skedvi distrikt
Västra Skedvi distrikt är ett distrikt i Köpings kommun och Västmanlands län. 
Distriktet ligger i nordvästra delen av kommunen. 

## Tidigare administrativ tillhörighet
Distriktet inrättades 2016 och utgörs av socknen Västra Skedvi i Köpings kommun.
Området motsvarar den omfattning Västra Skedvi församling hade vid årsskiftet 1999/2000.